# David Doak

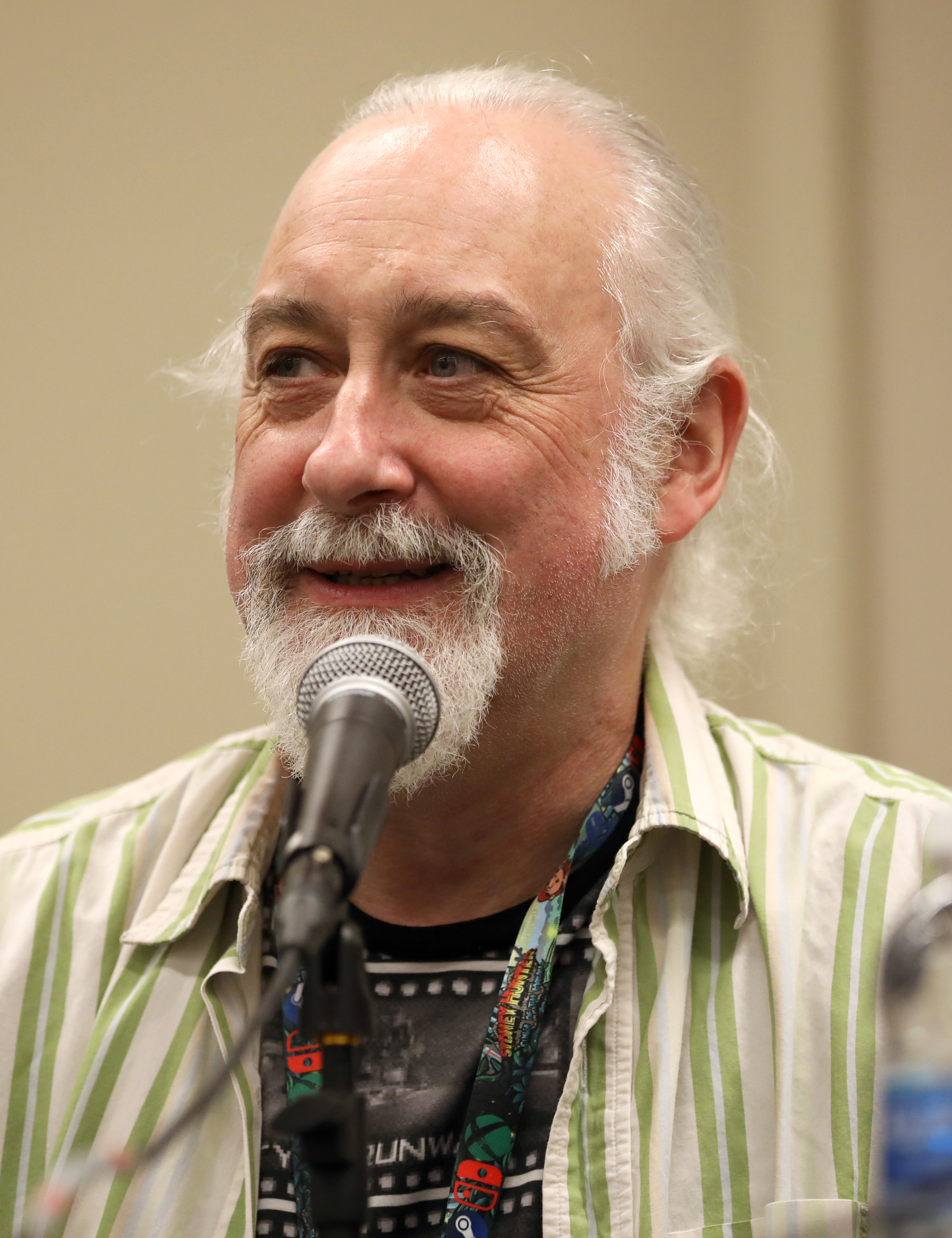
David Doak (2024)

David Doak ist ein nordirischer Videospielentwickler, der besonders als Game Director der Ego-Shooter-Reihe TimeSplitters bekannt ist.

## Karriere
David Doak studierte an der University of Oxford Biochemie und arbeitete dann als Forscher. Doak ist seit Mitte 1990ern in der Videospielbranche tätig.
Er wurde 1995 bei Rare eingestellt und arbeitete erstmal als Network-Support für Donkey Kong Country 3: Dixie Kong’s Double Trouble! Danach arbeitete er an anderen Rare-Titeln wie GoldenEye 007, für das er nicht nur das Originaldrehbuch schrieb, sondern auch sein Gesichtsbild für NPCs wie bei den Wachen und den Wissenschaftler Dr. Doak auch seinen Namen verwendete. Er arbeitete auch mit an Perfect Dark, verließ jedoch das Unternehmen Anfang 1999.
Im April 1999 gründete er mit anderen Ex-Rare Mitarbeiter, darunter Programmierer Steve Ellis und Komponist Graeme Norgate die Spielefirma Free Radical Design. Das Unternehmen entwickelte die Ego-Shooter Reihe TimeSplitters, den Stealth-Actionspiel Second Sight und den PS3-Exklusivtitel Haze. Doak verließ das Unternehmen, kurz bevor Free Radical Design Anfang 2009 von Crytek übernommen wurde. Das Unternehmen hieß dann bis 2014 Crytek UK, bevor die von Koch Media übernommen wurden. Die Firma heißt mittlerweile Deep Silver Dambuster Studios.
Später gründete David Doak die Firma Zinkyzonk, die Spiele für Facebook entwickelte. Das Unternehmen wurde 2013 aufgelöst. Seit 2016 ist er als Lehrer an der Norwich University of the Arts tätig.
Im Mai 2021 formierte er gemeinsam mit Steve Ellis die Firma Free Radical Design neu und arbeitet seitdem an einem neuen TimeSplitters-Teil. Free Radical Design agiert unter dem Koch-Media-Label Deep Silver, das 2018 die Namensrechte von TimeSplitters erworben hatte.

## Ludografie
- 1996: Ken Giffrey Jr.’s Winning Run (Qualitätskontrolle)
- 1996: Donkey Kong Country 3: Dixie Kong’s Double Trouble! (Netzwerkbetreuung)
- 1997: GoldenEye 007 (Autor)
- 2000: Perfect Dark (Designer)
- 2000: TimeSplitters (Designer, Programmierer)
- 2002: TimeSplitters 2 (Projektleiter, Produzent)
- 2004: Second Sight (Autor, Designer)
- 2005: TimeSplitters: Future Perfect (Projektleiter)
- 2008: Haze (Projektleiter)
- 2014: Q.U.B.E.: Director’s Cut
- 2017: The Invisible Hours